# Ткачук Леонід Феофанович
Леонід Феофанович Ткачук (нар. 12 березня 1941) — український залізничник, політик. Упродовж багатьох років — перший заступник начальника Львівської залізниці. Президент футбольного клубу «Карпати» (Львів) у 1999—2001 роках.
Закінчив Львівський технікум залізничного транспорту.
Депутат Львівської обласної ради за результатами довиборів 2001 року в Сокальському виборчому окрузі (кандидат від КУНу за підтримки НРУ).
Балотувався до Верховної Ради України на виборах 2002 року (безпартійний, кандидат від блоку «За Єдину Україну!») в окрузі №121, де посів друге місце (21% голосів, переміг Андрій Шкіль).
Балотувався до Сокальської районної ради на виборах 2006 року (кандидат від партії «Відродження», член партії).